# Manuel de Jesus Maria José
Manuel de Jesus Maria José (Dauguim, ? - São Tomé de Meliapor, 1800) foi um teólogo, filósofo e prelado goês. Foi elevado a bispo de Meliapor em 1788.

## Fonte
- Vaz, J Clement (1997).  Ashok Kumar Mittal, ed. Profiles of eminent Goans, past and present (em inglês). Nova Déli: Concept Publishing Company. p. 59. ISBN 9788170226192. Consultado em 9 de novembro de 2010